# Gare d'Offenbourg-Kreisschulzentrum
La gare d'Offenbourg-Kreisschulzentrum (en allemand:Bahnhof Offenburg-Kreisschulzentrum), est une halte ferroviaire de la ville allemande d'Offenbourg (land de Bade-Wurtemberg).

## Situation ferroviaire
La gare est située au point kilométrique (PK) 2,1 de la Ligne de la Forêt-Noire entre les gares d'Offenbourg et de Gengenbach.

## Histoire
La halte est ouverte en 2001.

## Service des voyageurs

### Accueil
La gare ne dispose pas de bâtiment voyageurs. Elle est équipée d'automates pour l'achat de titres de transport. Le changement de quai se fait grâce à un passage souterrain.

### Desserte
La desserte de la gare est assurée par des Stadler Regio-Shuttle RS1 de l'Ortenau-S-Bahn.

### Intermodalité
La gare est située au bord de la piste cyclable qui relie Ortenberg au centre-ville d'Offenbourg, un parking à vélos y est aménagé. Aucun stationnement pour véhicules n'est possible.
Les bus S8 et S10 du réseau d'Offenbourg desservent la gare.

## Galerie de photos

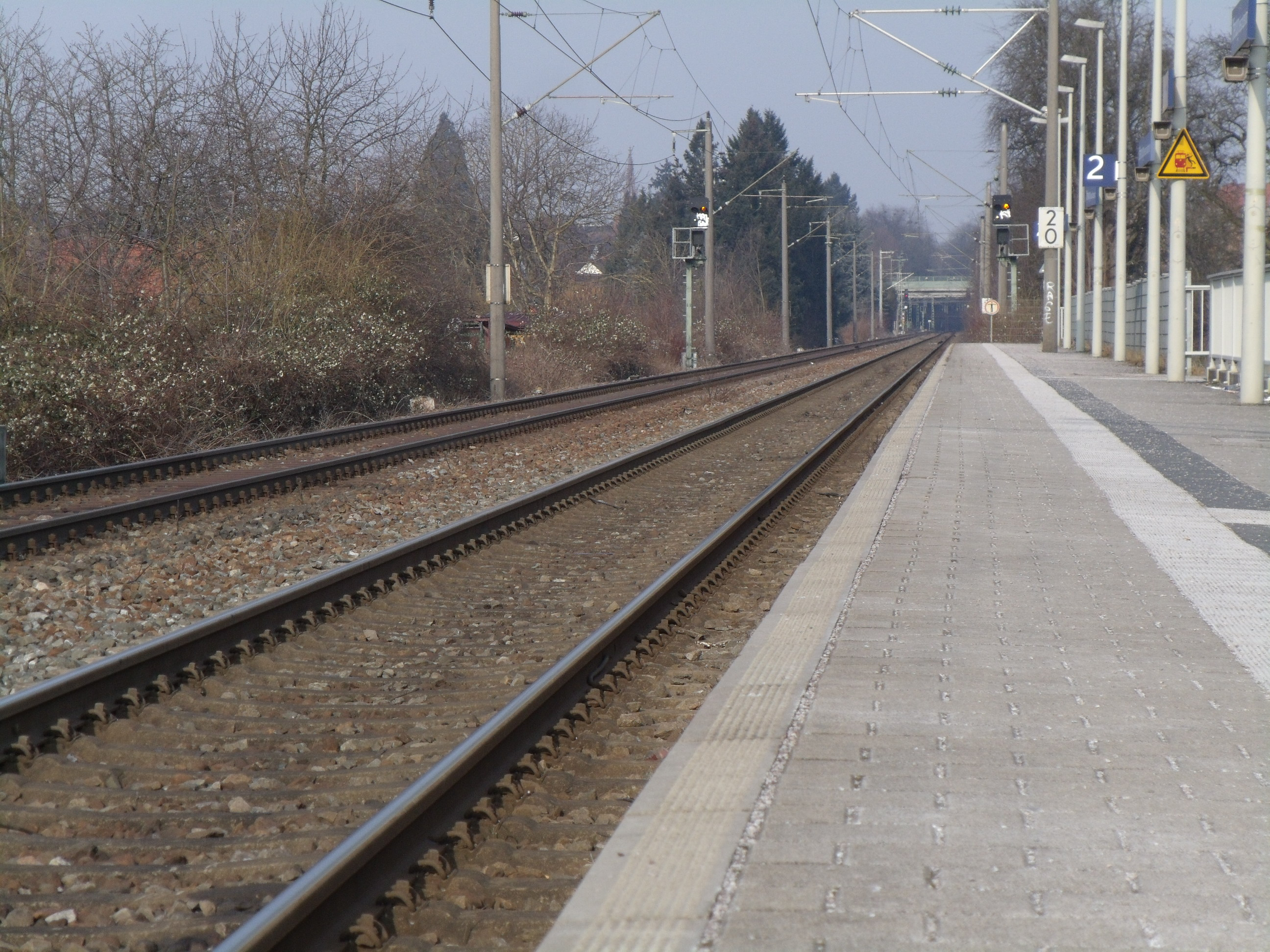
Les voies direction Offenbourg.
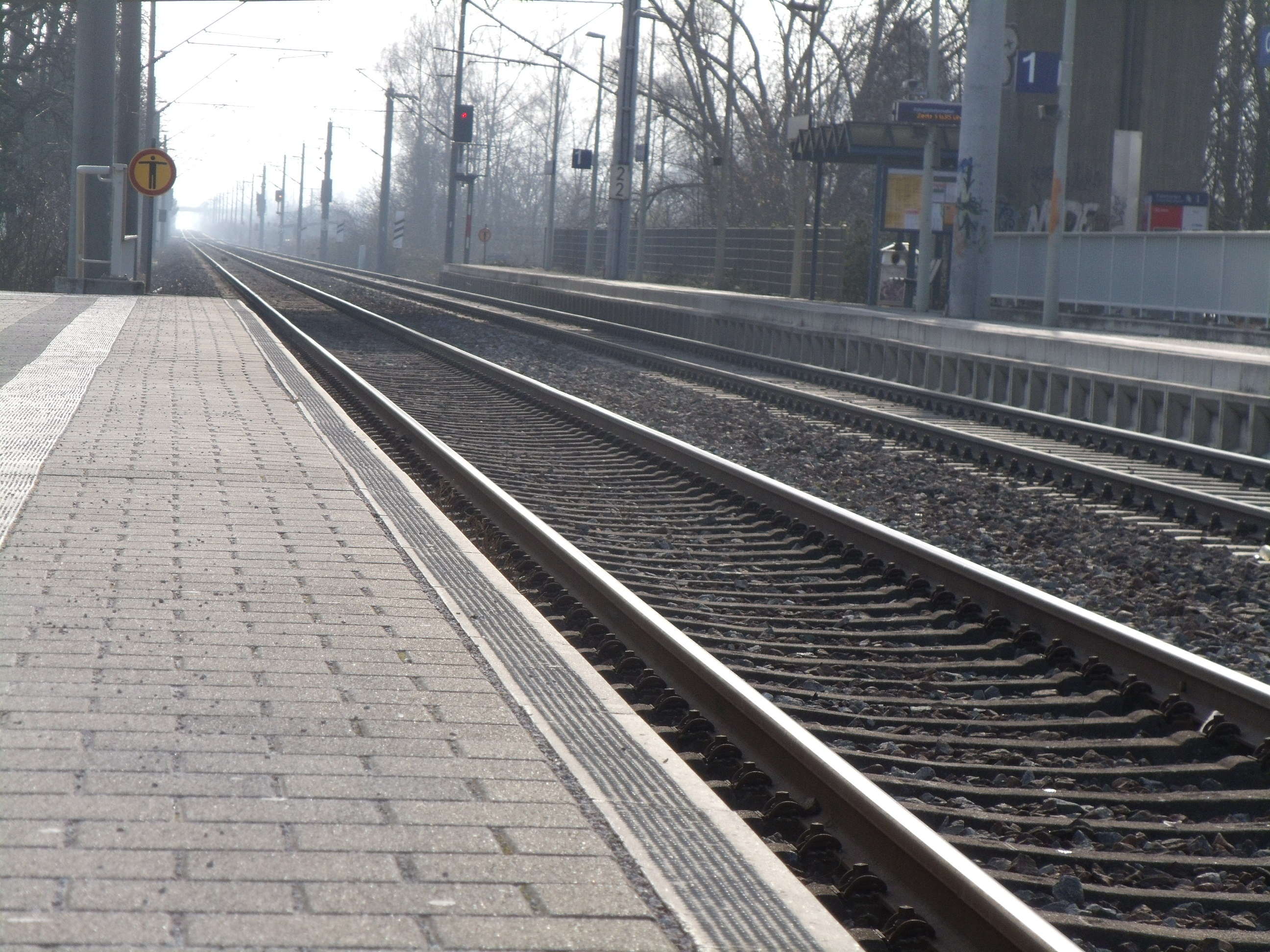
...et direction Singen.
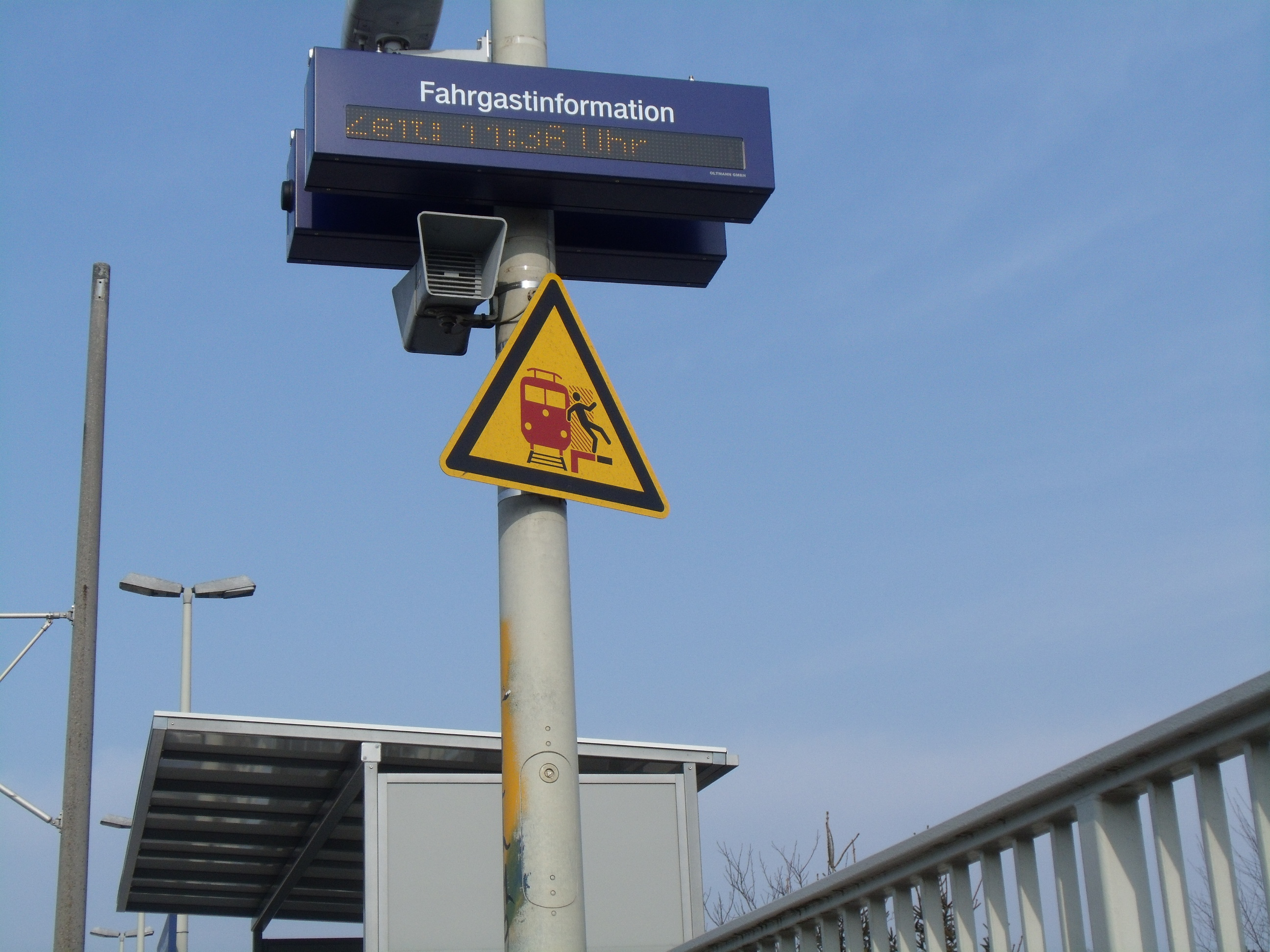
Le panneau d'information de quai.